# Carlos Chacón Galindo
Carlos Chacón Galindo (Cusco, 12 de diciembre de 1934 - Lima, 17 de febrero de 2021) fue un ingeniero agrónomo y político peruano. Ocupó la alcaldía provincial del Cusco en dos periodos (1967-1969) y (1987-1989).

## Biografía
Nació en la ciudad del Cusco. Cursó sus estudios primarios y secundarios en el Colegio Ciencias y en 1956 inició sus estudios de agronomía en la Universidad Nacional San Antonio Abad del Cusco. Fue decano de la Facultad de Agronomía y Zootecnia de dicha universidad entre los años 1969 y 1974 y nuevamente en 1984. Asimismo, ocupó el rectorado de esa universidad en 1983 siendo acompañado como vicerrector el doctor Jorge Flores Ochoa

Desde mediados de los años 2000 se retiró de la política activa y actualmente trabaja en la sede Lima de la Universidad César Vallejo como coordinador de convenios

## Trayectoria política
En las elecciones municipales de 1966 se presentó como candidato a la alcaldía provincial del Cusco por la Coalición APRA-UNO obteniendo el triunfo con el 43.299% de los votos. Veinte años después, como candidato del Partido Aprista Peruano volvió a tentar el sillón municipal en las elecciones de 1986 y triunfó obteniendo el 49.276% de los votos y derrotando al candidato de la Izquierda Unida y entonces alcalde provincial en funciones Daniel Estrada Pérez. Durante su gestión, la Municipalidad provincial del Cusco asumió la conducción de las fiestas del cusco instituyendo el desfile cívico y el uso del poncho cusqueño como símbolo de identidad. Asimismo, en su segundo periodo fundó la EMUFEC y la Caja Cusco.
En las elecciones generales de 1990 fue candidato a senador por la Izquierda Socialista pero no obtuvo representación al recibir sólo 1,369 votos preferenciales. En el 2006 volvió a ser candidato al Congreso por el departamento del Cusco por el partido Alianza para el progreso pero no logró ser elegido al obtener sólo 950 votos preferenciales.
Estuvo afiliado al APRA durante gran parte de su vida política. Desde el 2008 estaba afiliado al partido Alianza para el Progreso de César Acuña. 
Falleció el 17 de febrero de 2021 en la ciudad de Lima tras lo cual la Municipalidad Provincial del Cusco declaró duelo provincial laborable los días 19, 20 y 21 de febrero del 2021.